# 메러디스 패터슨
메러디스 패터슨(Meredith Patterson, 1975년 11월 24일 ~ )은 미국의 배우, 텔레비전 배우, 영화배우이다.
콩코드에서 태어났다.

## 영화
- 어 시크릿 프로미스 (2009년) - 캣 역
- 에브리 리틀 스텝 - 코러스라인 (2008년) - 본인 역
- 브로큰 플라워 (2005년)
- 프린세스 다이어리 2 (2004년)
- 컴퍼니 맨 (2000년)
- 그래서 난 도끼 부인과 결혼했다 (1993년)
- 가딩 라이트 (1952년)